# Erythraeum Chaos
L'Erythraeum Chaos è una struttura geologica della superficie di Marte.